# Lidvina
Santa Lidvina ou Santa Liduína (Schiedam, 18 de março de 1380 – Schiedam, 14 de abril de 1433) foi uma devota católica neerlandesa. É padroeira dos patinadores. Ela também é lembrada por ter tido um dos primeiros casos documentados de esclerose múltipla na História.

## Vida
Aos 15 de idade, Lidvina estava patinando no gelo quando caiu e quebrou uma costela. Ela nunca se recuperou, e se tornou progressivamente inválida para o resto da vida. Sua biografia diz que ela teve paralisia em todo o seu corpo, exceto pela mão esquerda, e tinha hemorragias na boca, ouvidos e nariz. Hoje em dia alguns especialistas apontam que Santa Lidvina é um dos primeiros casos conhecidos de pacientes com esclerose múltipla.
Depois da sua queda, Lidvina começou uma prática de jejuar e adquiriu fama como uma mulher sagrada e curadora de doenças.
Pelos próximos anos, as condições de Lidvina se deterioraram lentamente, ainda que tenham havido alguns momentos de remissão. Morreu aos 53 anos, em 1433.